# Distretto di Pichanaqui
Il distretto di Pichanaqui  è uno dei sei distretti della provincia di Chanchamayo, in Perù. Si trova nella regione di Junín e si estende su una superficie di 1.496,59 chilometri quadrati.